# 日本植物運輸
日本植物運輸株式会社（にほんしょくぶつうんゆ、英: Japan Plant Transport Co., Ltd. ）は、愛知県豊明市に本社を置く鉢物輸送専門の運送会社。

## 概要
1970年（昭和45年）に設立した日本で初めての鉢物専門の運送会社である。アジア最大、世界第5位の鉢物卸売市場「愛知豊明花き地方卸売市場」を運営する愛知豊明花き流通協同組合の1社であり、日本で花き市場の運営に参画している運送会社はここだけである。
また、豊明花き株式会社や株式会社フラワーオークションジャパン、株式会社JFPなどと共にJFIグループ（ジャパン・フローラル・インダストリーグループ）を形成している。

## 沿革
- 1970年（昭和45年）2月28日 - 会社設立。
- 1993年（平成5年）7月 - 日本植物運輸株式会社、日本観葉植物株式会社、日本洋蘭株式会社、株式会社福花園植物流通センター、株式会社アラキの5社で愛知豊明花き流通協同組合を設立。（日本植物運輸株式会社、日本観葉植物株式会社、日本洋蘭株式会社の3社はのちに合併し豊明花き株式会社となる。）
- 1996年（平成8年）1月 - 株式会社アラキと合併。

## 事業所
- 本社（愛知県豊明市）
- 豊橋営業所（愛知県豊橋市）
- 渥美営業所（愛知県田原市）
- 東京営業所（東京都大田区）
- 埼玉営業所（埼玉県鴻巣市）
- 茨城営業所（茨城県東茨城郡茨城町）
- 山形営業所（山形県山形市）
- 岩手営業所（岩手県花巻市）